# Гребля на байдарках и каноэ
Гребля на байдарках и каноэ — вид безуключенной гребли на лодках байдарках или каноэ. Является олимпийским видом спорта с 1936 года (впервые же был представлен на Олимпийских играх 1924 года в качестве показательного вида). Кроме собственно гребли на байдарках и каноэ или спринта (от англ. Canoe sprint) существует большое количество других дисциплин, использующих эти типы лодок. Из их числа в олимпийскую программу включён только гребной слалом.
Международные соревнования по гребле на байдарках и каноэ проводится под эгидой Международной федерации каноэ (ИКФ, англ. ICF). В России её представителем является Федерация каноэ России (ФКР). Ранее существовали отдельно Всероссийская федерация гребли на байдарках и каноэ (ВФГБК) и Федерация гребного слалома России (ФГСР), но в декабре 2024 года было принято решение об их объединении под названием Федерация каноэ России.
Греблей на байдарках и каноэ занимаются как мужчины, так и женщины. В последнее время[когда?] в программу международных соревнований включатся смешанные виды (микс).
Существуют лодки для одного участника (одиночки), двух участников (двойки) и четырёх участников (четвёрки).
Соревнования проводятся на различных дистанциях, как по прямой: 200 метров, 500 метров, 1000 метров — так и с поворотами по ходу дистанции: 5000 метров. В дисциплине гребной марафон соревнования проводятся в один или несколько этапов, на естественных и искусственных водоёмах, а дистанции доходят до нескольких сотен километров. До 2016 года в программу чемпионата мира входила эстафетная гонка в одиночках 4х200 метров.

## Плавсредства

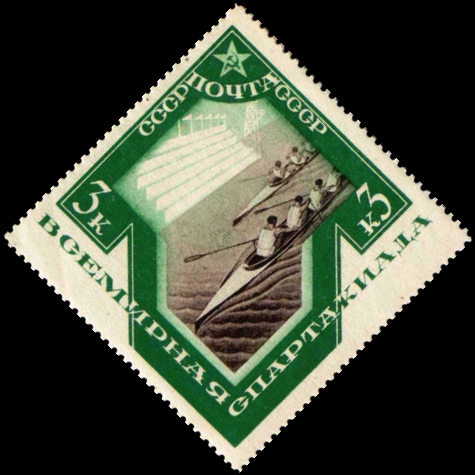
Почтовая марка 1935 год. Серия «Спорт в СССР. Спартакиада»: Гребля на байдарках.

### Байдарка
Лодка, в которой спортсмен сидит лицом вперёд и гребёт двухлопастным веслом с обеих сторон. Спортсмен сидит на специальном сидении (сляйде), расположив ступни на упоре внутри лодки (подножке). В конструкции байдарки предусмотрен руль, расположенный под кормой лодки. Поворот руля спортсмен управляет ступнями при помощи специальной планки, расположенной в прорези подножки. В экипажных лодках (двойках, четвёрках) рулём управляет спортсмен, сидящий впереди (загребной).

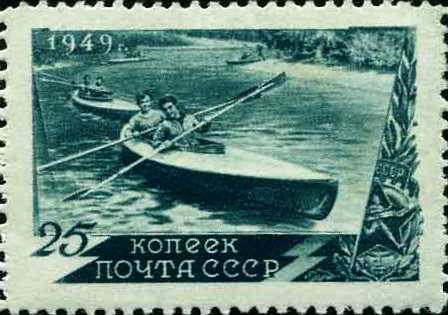
Почтовая марка, 1949 год. Серия «Спорт в СССР» (I выпуск года): Гребля на байдарках.

Дисциплина байдарка традиционно обозначается как «К» (от англ. Kayak).
К участию в международных и всероссийских соревнования допускаются лодки, отвечающие следующим стандартам:

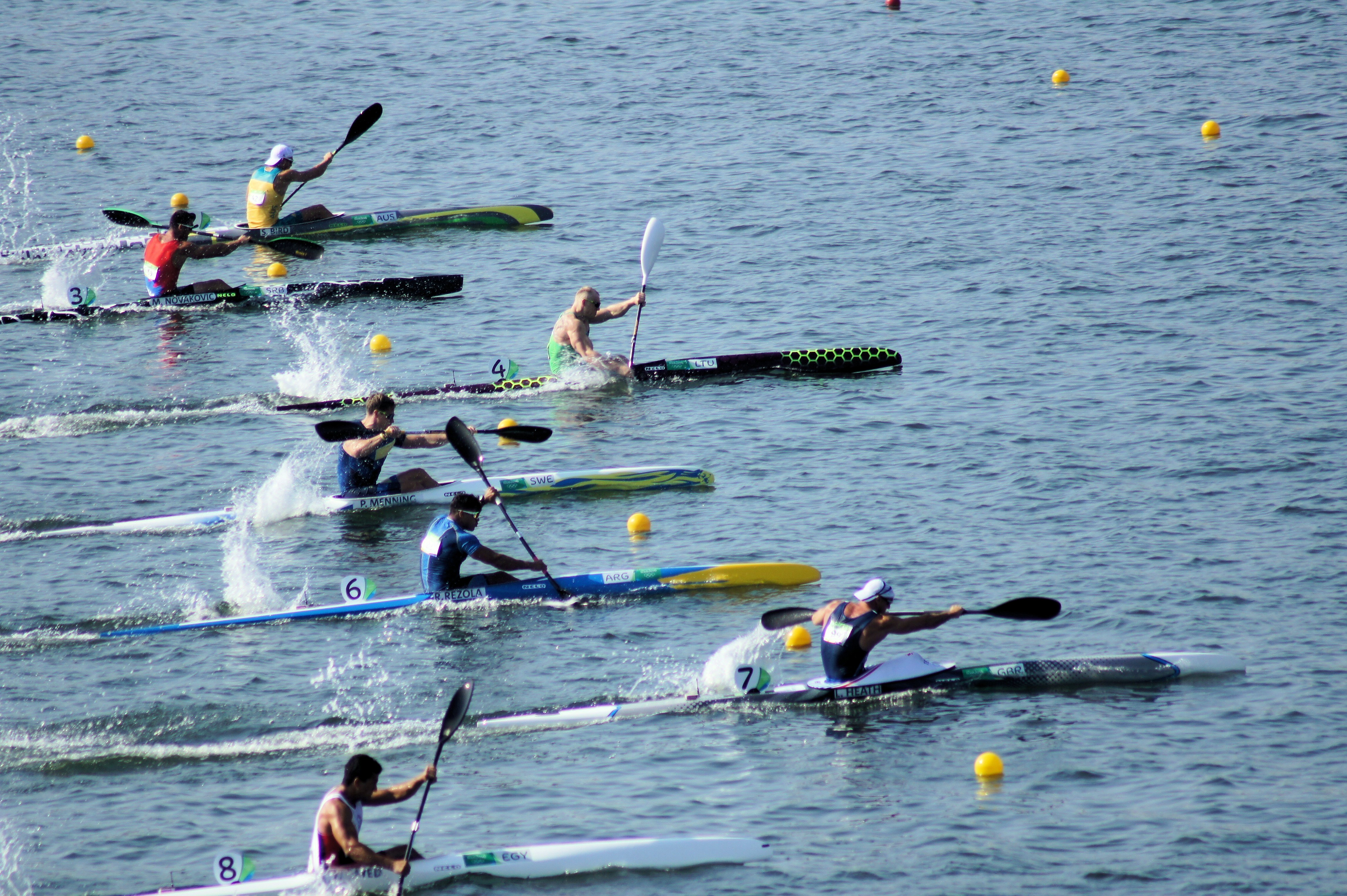
Соревновательный заезд

| Класс лодки            | Минимальный вес | Максимальная длина лодки |
| ---------------------- | --------------- | ------------------------ |
| К1 (байдарка-одиночка) | 12 кг           | 520 см                   |
| К2 (байдарка-двойка)   | 18 кг           | 650 см                   |
| К4 (байдарка-четвёрка) | 30 кг           | 1100 см                  |

### Каноэ
Лодка, в которой спортсмен стоит на одном колене лицом вперёд и гребёт однолопастным веслом с одной стороны. Колено опорной ноги спортсмена располагается на специальной опоре (подушке). Конструкция лодки не предусматривает наличие руля. Спортсмен направляет лодку при помощи специального движения (подруливания).
Дисциплина каноэ традиционно обозначается как «С» (от англ. Canoe).
К участию в международных и всероссийских соревнованиях допускаются лодки, отвечающие следующим стандартам:
| Класс лодки         | Минимальный вес | Максимальная длина лодки |
| ------------------- | --------------- | ------------------------ |
| C1 (каноэ-одиночка) | 14 кг           | 520 см                   |
| С2 (каноэ-двойка)   | 20 кг           | 650 см                   |
| С4 (каноэ-четвёрка) | 30 кг           | 900 см                   |

## Олимпийские виды программы на 2021 год

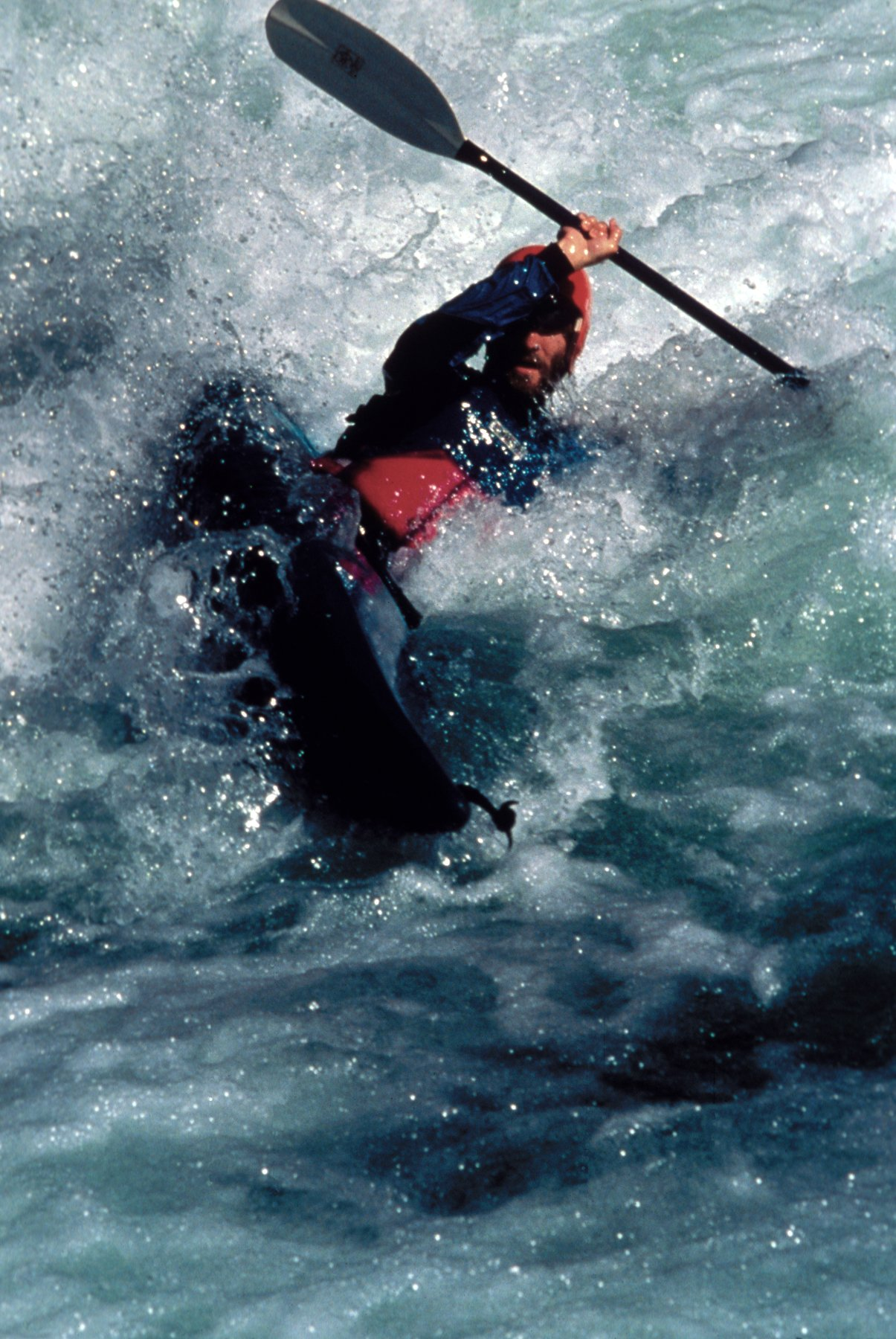
Каякинг

### Байдарка
- K-1 200 м (байдарка-одиночка), мужчины
- К-1 1000 м (байдарка-одиночка), мужчины
- К-2 1000 м (байдарка-двойка), мужчины
- К-4 500 м (байдарка-четвёрка), мужчины
- К-1 5000 м (байдарка-одиночка), мужчины
- К-1 500 м (байдарка-одиночка), женщины
- К-2 500 м (байдарка-двойка), женщины
- К-4 500 м (байдарка-четвёрка), женщины

### Каноэ
- C-1 1000 м (каноэ-одиночка), мужчины
- C-1 200 м (каноэ-одиночка), женщины
- С-2 500 м (каноэ-двойка), женщины
- C-2 1000 м (каноэ-двойка), мужчины

В программу кубков мира и Европы, чемпионатов мира и Европы могут входить и другие виды программы. Проводится также ряд коммерческих и традиционных марафонских соревнований. Соревнования проходят по всему земному шару, но преимущественно в Европе: Испания, Германия, Венгрия, Хорватия, Польша.

## Другие дисциплины
Кроме собственно гребли на байдарках и каноэ Международная федерация развивает и другие дисциплины безуключенной гребли:
- Гребной слалом
- Гребной марафон
- Фристайл на бурной воде — неолимпийский вид спорта, в котором задачей спортсмена является выполнение акробатических элементов на плейспоте (бочка, вал) за отведённое время (45 сек).
- Кануполо — командная игра с мячом на лодках.
- Сплав по естественным водоёмам — включает в себя:
Слалом — спуск по реке на время с прохождением ворот на время;
Экстремальный сплав (англ. Wild water) — экстремальный спуск по горной реке без ворот, на время или на технику прохождения.